# Bürgermeisterei Wallersheim
Die Bürgermeisterei Wallersheim war eine von ursprünglich 29 preußischen Bürgermeistereien, in die sich der 1816 neu gebildete Kreis Prüm im Regierungsbezirk Trier verwaltungsmäßig gliederte. Von 1822 an gehörte der Regierungsbezirk Trier, damit auch die Bürgermeisterei Wallersheim, zu der in dem Jahr neu gebildeten Rheinprovinz. Der Verwaltung der Bürgermeisterei unterstanden fünf Gemeinden. Der Verwaltungssitz war in der heutigen Ortsgemeinde Wallersheim, später in Prüm im Eifelkreis Bitburg-Prüm in Rheinland-Pfalz.

## Gemeinden und zugehörige Ortschaften
Zur Bürgermeisterei Wallersheim gehörten folgende Gemeinden (Einwohnerzahlen, Stand 1843):
- Fleringen (243 Einwohner) mit der Fleringer Mühle (7) und dem Haus Baselt (5)
- Kopp (170) mit dem Weiler Eigelbach (15), der Kopper Mühle (14) und dem Haus „Auf den alten Mauern“ (4)
- Niederhersdorf (201; seit 1971 Ortsteil von Hersdorf)
- Oberhersdorf (68; seit 1971 Ortsteil von Hersdorf) mit der Oberhersdorfer Mühle (6) und dem Hof Anzelt (13)
- Wallersheim (434) mit dem Weiler „In der Loch“ (10) und dem Haus Weißenseifen (7)

Insgesamt lebten 1843 im Bürgermeistereibezirk 1.197 Menschen in 182 Wohnhäusern. Alle Einwohner waren katholisch. Es gab in jedem der fünf Dörfer eine Kirche und insgesamt vier Schulen.
Bei einer statistischen Erhebung aus dem Jahr 1885 wurden, ohne Kopp, 1.129 Einwohner in 201 Haushalten gezählt; die Fläche der zugehörenden Gemeinden betrug insgesamt 3.587 Hektar, davon waren 1.297 Hektar Wald, 1.005 Hektar Ackerland und 321 Hektar Wiesen. Die Gemeinde Kopp war in dieser Statistik bereits der Bürgermeisterei Mürlenbach zugeordnet.

## Geschichte
Vor 1794 gehörten die Ortschaften Kopp, Niederhersdorf und Wallersheim zum Amt Prüm im Kurfürstentum Trier. Die Ortschaften Fleringen und Oberhersdorf gehörten zur Herrschaft Fleringen, welche im Besitz der Abtei St. Irminen war und unter der Verwaltung des Herzogs von Arenberg stand.
Im Jahr 1794 hatten französische Revolutionstruppen das Linke Rheinufer besetzt. Unter der französischen Verwaltung waren die genannten Ortschaften von 1798 an dem Kanton Prüm zugeordnet, der zum Arrondissement Prüm im Saardepartement gehörte.
Aufgrund der Beschlüsse auf dem Wiener Kongress wurden 1815 wesentliche Teile des Rheinlands dem Königreich Preußen zugeordnet. Unter der preußischen Verwaltung wurden im Jahr 1816 Regierungsbezirke und Kreise neu gebildet, linksrheinisch behielt Preußen in der Regel die Verwaltungsbezirke der französischen Mairies vorerst bei. Die Bürgermeisterei Wallersheim entsprach insoweit der vorherigen Mairie Wallersheim. Die Bürgermeisterei Wallersheim wurde dem Kreis Prüm im Regierungsbezirk Trier zugeordnet. Sie bestand bis 1896 und ging zusammen mit den Bürgermeistereien Olzheim und Rommersheim in der Bürgermeisterei Prüm-Land auf.
Die Gemeinde Kopp gehört heute verwaltungsmäßig zur Verbandsgemeinde Gerolstein im Landkreis Vulkaneifel, die übrigen Ortschaften zur Verbandsgemeinde Prüm im Eifelkreis Bitburg-Prüm in Rheinland-Pfalz.